# Matteo Nana
Matteo Nana (né le 25 août 1974 à Sondrio) est un ancien skieur alpin italien.

## Palmarès

### Coupe du Monde
- Meilleur classement final : 46e en 1997 et 2000.
- Meilleur résultat : 3e.